# Nathaniel Lyon

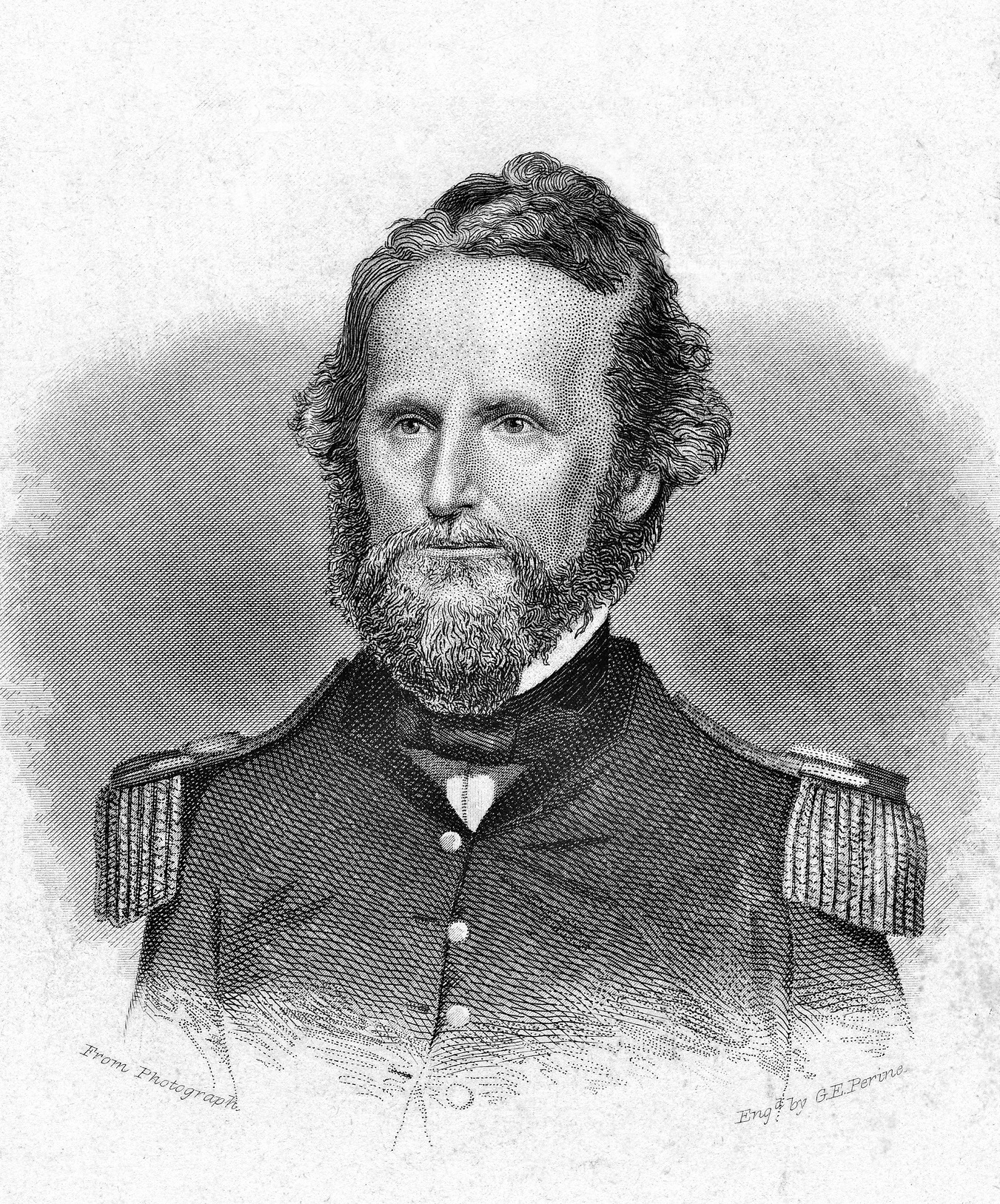
Nathaniel Lyon als Captain

Nathaniel Lyon (* 14. Juli 1818 in Ashford, Connecticut; † 10. August 1861 in der Schlacht am Wilson’s Creek) war ein General des US-Heeres während des Sezessionskrieges. Sein Ziel war, dass Missouri im Verbund der Union verbleiben sollte. Er fiel aber im selben Jahr als erster Unionsgeneral im US-Bürgerkrieg. 

## Leben
Lyon war der Sohn eines Farmers, entschied sich aber früh für eine militärische Laufbahn. Er besuchte die US-Militär-Akademie in West Point, New York, wo er 1841 als 11. von 52 Kadetten seinen Abschluss machte. Danach war er im 2. US-Infanterie-Regiment im Seminolenkrieg und im Mexikanisch-Amerikanischen Krieg eingesetzt, wo er nach der Schlacht von Mexiko-Stadt wegen Tapferkeit bei der Eroberung einer feindlichen Artilleriestellung zum Oberleutnant und nach den Schlachten von Contreras und Churubusco zum Brevet-Hauptmann ernannt wurde. Nach dem Kriegsende kämpfte er gegen Indianer im amerikanischen Westen, u. a. war er im Mai 1850 am „Bloody Island Massaker“ am Clear Lake in Kalifornien an den Pomo-Indianern beteiligt. 
In den 1850er Jahren war Lyon in die Unruhen in Kansas im Vorfeld des Bürgerkrieges verwickelt („Bleeding Kansas“), was seine republikanische Parteigängerschaft festigte. Im März 1861 wurde er Kommandant (im Rang eines Hauptmanns) des staatlichen Arsenals in St. Louis, das damals bezüglich der Sympathien für Union oder Konföderation zweigeteilt war. Der Gouverneur Claiborne F. Jackson sympathisierte mit den Konföderierten, deren Milizen sich im Camp Jackson (Missouri) unter General D. M. Frost sammelten. Schließlich marschierte Lyon mit seinen Truppen des 2. Missouri-Infanterie-Regiments und neu aufgestellten (meist deutschstämmigen) freiwilligen Milizen in das Camp und erzwang dessen Übergabe. Es kam zu Unruhen in St. Louis, während derer Lyon am 10. Mai auf protestierende Menschenansammlungen schießen ließ – 75 Menschen wurden verwundet, 28 getötet. 
Lyon verhinderte in den Augen Washingtons den Abfall Missouris an die Konföderation und wurde daraufhin zum Brigadegeneral befördert (12. Mai). Er erhielt das Kommando über die Unionstruppen in Missouri und am 2. Juli über die „Armee des Westens“. Gouverneur Jackson floh daraufhin nach Jefferson City, Missouri, wohin ihn Lyon mit 5500 Mann verfolgte. Am 13. Juni eroberte er die Stadt und am 17. Juni schlug er die Missouri State Guard unter Sterling Price bei Boonville und drängte sie weiter nach Südwesten ab. 
Dort verstärkten sich die Milizen allerdings mit den regulären Truppen von Brigadegeneral Benjamin McCulloch, die mit zusammen rund 12.000 Mann Lyon deutlich überlegen waren und sich anschickten, diesen in Springfield, Missouri anzugreifen. Um dem zuvorzukommen, ergriff Lyon selbst die Initiative, teilte seine Truppen und griff die Konföderierten in ihrem Lager in der Schlacht am Wilson’s Creek am Morgen des 10. August an, wobei er 1.200 Mann unter Franz Sigel in einem Nachtmarsch in den Rücken des Feindes schickte. Der Plan ging zunächst auf, Sigel geriet allerdings mit seinen Männern in heftiges Feuer und wurde gestoppt und zurückgedrängt, nachdem sie eine ähnlich uniformierte Einheit des Feindes zunächst für eigene Truppen gehalten hatten. Lyon sah sich nun einer zweifachen Übermacht gegenüber und musste schließlich weichen. Er selbst fiel im Kampf, nachdem er mehrfach verwundet worden war. Seine Truppen (von Sigel befehligt) konnten aber nach Springfield ausweichen und hatten den Staat vorläufig für die Union gerettet.
Lyon war der erste General der Union, der im Bürgerkrieg fiel, und wurde unter großer Anteilnahme (15.000 Menschen sollen am Begräbnis teilgenommen haben) im Familiengrab in Eastford in Connecticut beerdigt. Auf dem Nationalfriedhof von Springfield steht sein Reiterstandbild. 
In den USA sind drei Countys in Iowa, Minnesota und Nevada nach ihm benannt und zwei Forts in Colorado und Virginia.